# Schneidwasser
Das Schneidwasser bei Altenau im Oberharz ist ein Nebenfluss der Altenau im Oberharz und hat ein Einzugsgebiet von 3,5 km².

## Verlauf
Das Schneidwasser entspringt als Altes und Neues Schneidwasser auf etwa 880 Metern über NHN an den morastigen Berghängen des Bruchbergs. Das Neue Schneidwasser läuft in nordwestliche Richtung und kreuzt auf etwa 600 Metern Höhe den Dammgraben. Kurz unterhalb vereinigt es sich mit dem in den Karten als Altes Schneidwasser bezeichneten Bachlauf und strebt weiter am Schachtkopf und am Schwarzenberg vorbei in Richtung Altenau. Am Parkplatz Tischlertal mündet das Schneidwasser in die Altenau. In der Amtlichen Karte des LGLN wird ab dort die Altenau als Schultalwasser bezeichnet und fließt am Kräuterpark vorbei zur Oker.

## Geschichte
Das Schneidwasser war von 1291 bis 1788  Grenzfluss (auch als Schneede/Grenze) zwischen dem Fürstentum Grubenhagen und dem Fürstentum Braunschweig-Wolfenbüttel. Heinrich der Wunderliche erhielt nach der Erbteilung das neugeschaffene Fürstentum Grubenhagen, an dessen nördlichster Grenze das spätere Altenau liegt. Erst mit der Überführung des Fürstentums Grubenhagen in das Kurfürstentum Hannover verlor das Schneidwasser seine Bedeutung als Grenzgewässer.